# Gina Gershon
Gina Gershon (Los Angeles, 10. lipnja 1962.) američka je filmska i televizijska glumica, najpoznatija po ulogama u filmovima Cocktail (1988), Showgirls (1995), Preko svake mjere i Face/Off (1997).